# 步行模擬器

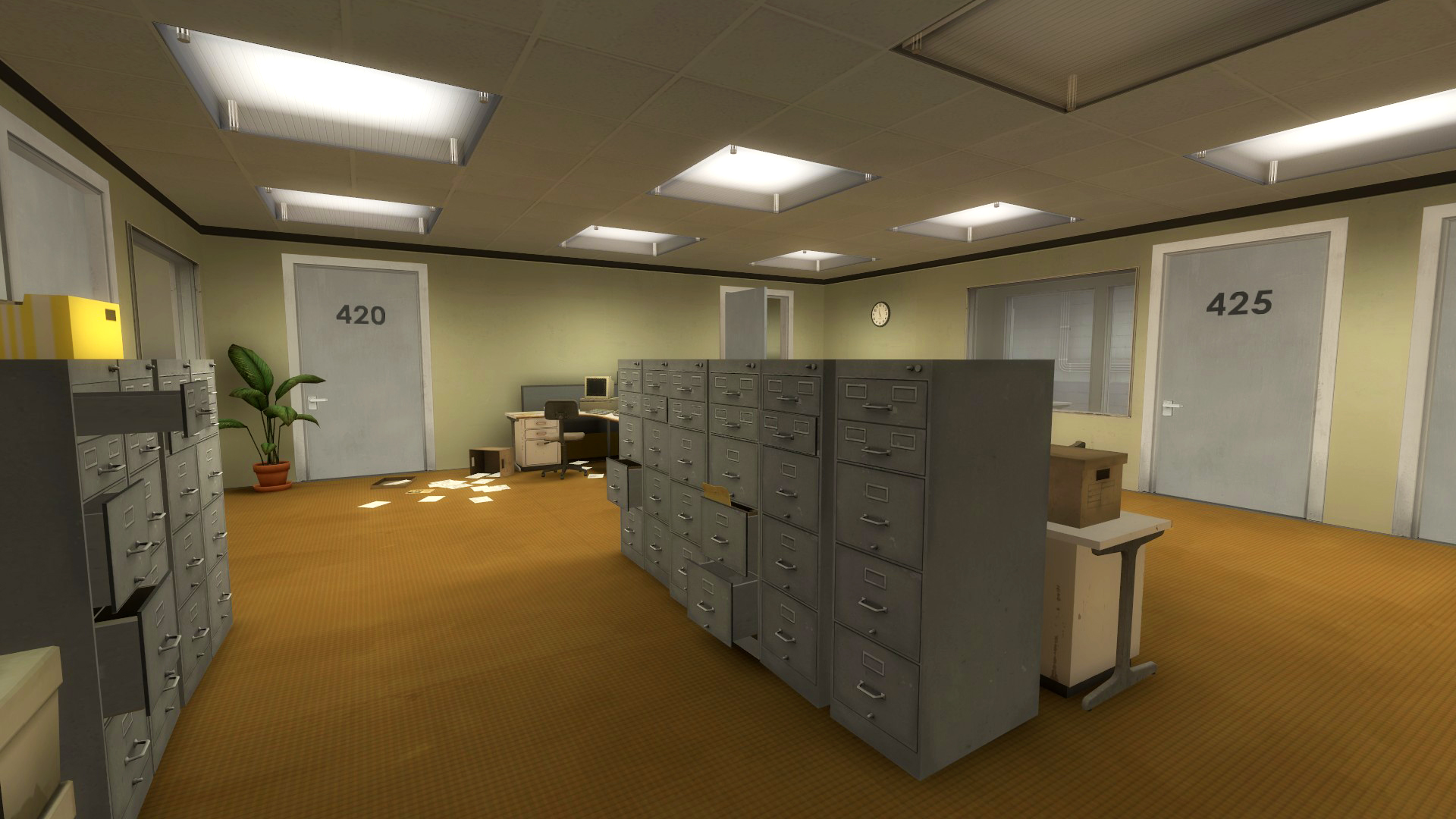
《史丹利的寓言》是步行模擬器的一個例子，玩家可以在其中探索廢棄的辦公室和其他環境。

步行模擬器（英語：Walking Simulator），簡稱步行模擬（英語：Walking Sim）是一種以探索和環境互動為核心的电子游戏类型。這些遊戲強調玩家在虛擬世界中的移動過程，並透過與環境的互動來推動遊戲進程。步行模擬器有時會包含解謎元素，但通常不設有戰鬥機制，也不以傳統的勝敗情境為目標。該類型的遊戲元素最早出現在1980年代出現，但「步行模擬器」一詞在2000年代末期開始帶有貶義，尤其是在《親愛的艾絲特》發行後，逐漸用來指代新型遊戲。
最初這一術語多帶有負面情緒，批評者認為這類游戏性過於單調且缺乏挑戰性。然而，隨著時間的推移，玩家群體逐漸接受並使用這一稱呼，儘管仍有部分遊戲開發者對此持保留態度，並對這類遊戲的玩法特徵提出批評。此類遊戲有時也被稱為「同情心遊戲」、「敘事遊戲」或「探索遊戲」，並且通常被視為藝術遊戲的代表類型。部分主流遊戲也被描述為具有步行模擬器元素。

## 特徵

### 遊戲玩法
步行模擬器的核心特徵是探索，玩家通常置身於一個陌生的虛擬世界，無論是日常現實環境還是奇幻幻想場景。玩家在遊戲中探索環境、發現隱藏的故事或與其中的角色互動，並理解其背景與歷史。這些遊戲通常缺乏傳統的戰鬥、策略或經濟系統等元素，側重於玩家的情感體驗和沉浸感。雖然大部分行走模擬器遊戲由獨立開發者創作，但也有像《死亡擱淺》這樣的商業大型遊戲被認為具備步行模擬器的特徵。
步行模擬器有時會融合恐怖遊戲的元素，進一步增強探索過程中的張力與情感波動。與傳統生存恐怖遊戲不同，一些作品（如《絕命精神病院》和《互補位》）移除了戰鬥機制，讓玩家無法對遊戲中的事件做出直接反應，進一步強化了焦慮和驚嚇的情感反應。在這些遊戲中，玩家的無力感與環境中的恐懼因素結合，創造出獨特的情緒體驗，因此也可以被視為步行模擬器的一種延伸形式。

### 命名
「步行模擬器」這一術語的定義一直存在爭議。包含名稱本身即帶有負面含義，暗示遊戲過程單調乏味。 批評者認為，遊戲必須包含某種挑戰，而行走模擬器則不符合「遊戲」的定義。這些批評進一步加深了該類型的負面形象。同時該類型的出現與2014年玩家門爭議的時間重合，這也使得該術語成為負面標籤。
包括《親愛的艾絲特》共同創作者丹·平錫貝克 (Daniel Pinchbeck)在內的開發者們拒絕這種狹隘的定義，主張更廣泛和包容的理解。隨著時間推移，步行模擬器」一詞逐漸被玩家接受，甚至在Steam數位發行平台上被用作遊戲類型標籤。有時這一術語也以諷刺的方式使用。
截至目前，遊戲開發者和玩家群對是否使用「步行模擬器」這一術語仍然存在爭議，支持者認為，行走本身對身體健康與心理狀態有積極影響，因此這一名稱不必帶有貶義。而反對者則將其視為一種貶低與居高臨下的態度，並將其與「社会正义战士」等侮辱性詞語相提並論。儘管如此，即便是批評者也承認，這一術語在可預見的未來仍將繼續被使用。

## 歷史
步行模擬器的起源可以追溯到1980年代，首個已知的步行模擬器是由Graham Relf為ZX Spectrum開發的獨立遊戲《The Forest》。該遊戲最初作為一款定向模擬遊戲，圍繞地圖製作和導航技能，玩家可以在一個廣闊的虛擬森林中進行探索。遊戲最終得到商業發行，並因其創新性而獲得好評。隨後，1980年代的科幻遊戲《Explorer》作為《The Forest》的精神繼承者，設定在一個類地的森林星球，並包含了400億個隨機生成的地點。這些地點的圖形元素會隨機組合，為玩家提供不同的探索體驗。《Explorer》還加入了基本的戰鬥系統，允許玩家射擊箭矢來對抗幽靈般的生物，並提供了便捷的快速旅行方式。然而，由於遊戲節奏較慢，多數媒體對其評價並不高，認為它更像是一個技術展示而非成熟的遊戲，最終未能取得商業上的成功。
2003年，瑪麗·弗拉納根（Mary Flanagan）開發了藝術遊戲《domestic》，該遊戲利用第一人稱射擊遊戲的環境來重現一段童年火災的回憶。 2012年，《親愛的艾絲特》作為一款以探索無名島嶼為主題的行走模擬器獲得突破性的成功，並受到大量正面評價，進一步推動了現代步行模擬器的流行。儘管該遊戲面臨一些反對聲浪，但它仍被視為一個創新且激進的遊戲概念。隨後的遊戲如《到家》（2013年）、《伊森卡特的消失之謎》（2014年）及《看火人》（2016年）均延續了這一風格，並逐漸得到評論家的認可，甚至在2016年英國學院遊戲獎中，行走模擬器類遊戲共獲得了三項獎項。與此類型的隱喻性描述相對的是，班尼特·福迪的《Baby Steps》被形容為一款字面意義上的步行模擬器，玩家需直接控制角色的雙腿進行行走。
從2020年代起，步行模擬器開始探索更多阈限空间美學，並開發出像《Anemoiapolis》（2023年）、《8號出口》（2023年）和《Pools》（2024年）等作品。
儘管步行模擬器類型仍主要由獨立遊戲開發者創作，然而，一些AAA工作室也開始涉足此類遊戲。例如，《刺客信條：起源》和《刺客信條：奧德賽》中的教育模式被認為重用了原本為標準遊戲所創建的環境，並去除了其中的戰鬥元素，這樣的變化讓遊戲更加貼近步行模擬器的特徵。

## 評價
2017年，Salon.com的Nicole Clark稱步行模擬器為「視頻遊戲中最具藝術性和創新性的類型」，並預言它將「長期存在」。2019年，PC Gamer的Rachel Watts也指出，步行模擬器「挑戰了遊戲的玩法、體驗和定義」，並表示對其遊戲機制的批評已開始發生變化。